# Phthorima rugosa
Phthorima rugosa är en stekelart som först beskrevs av Tohru Uchida 1957.  Phthorima rugosa ingår i släktet Phthorima och familjen brokparasitsteklar. Inga underarter finns listade i Catalogue of Life.